# Murfatlar

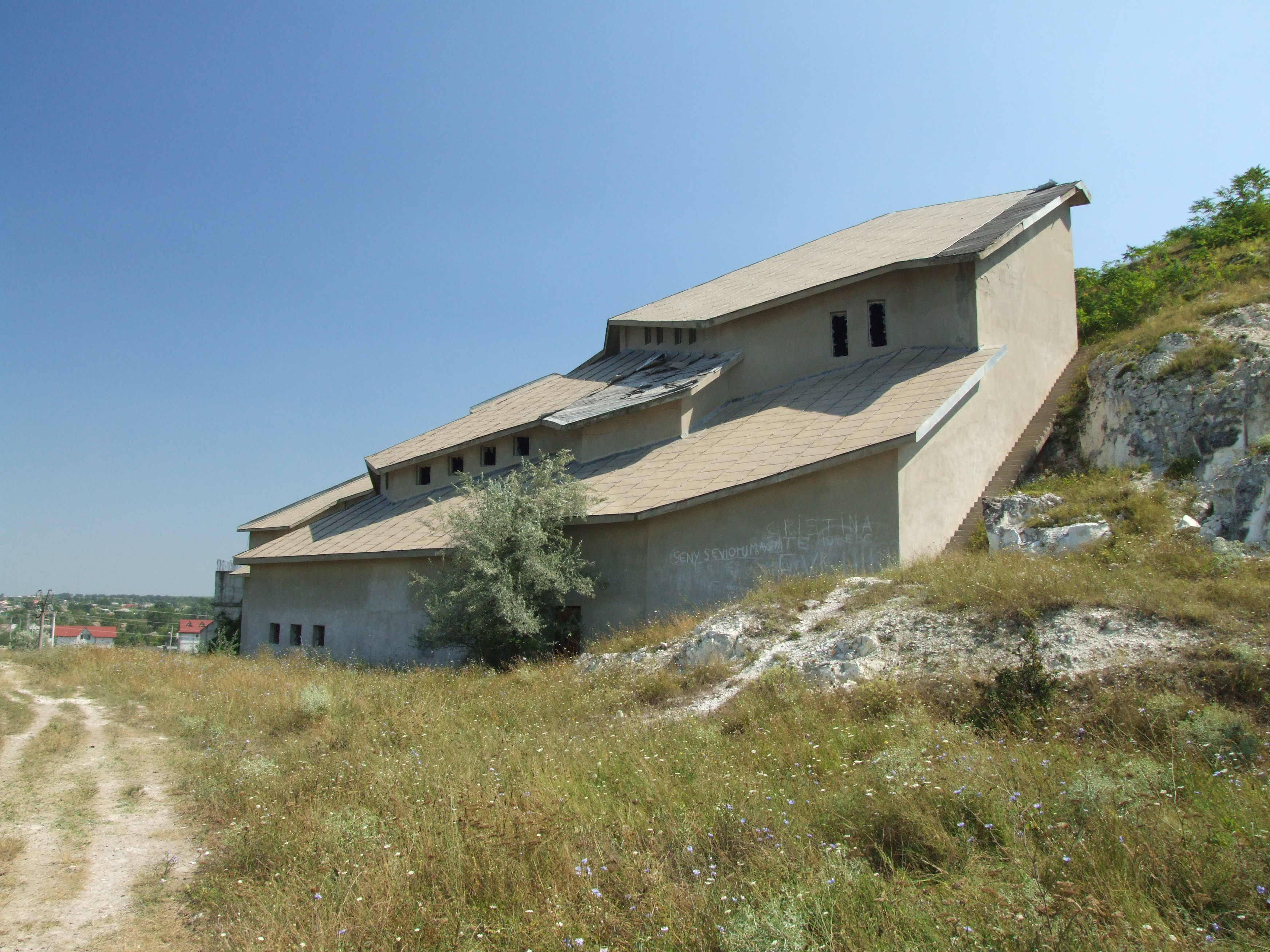
A Basarabi barlangegyüttes

Murfatlar (Basarabi 1924–1965 és 1980–2007 között) város Románia délkeleti részén, Constanța megyében. A 2002-es népszámlálási adatok szerint 10 857 lakosa volt. A hozzá tartozó település Siminoc.

## Fekvése
A megye keleti részén elhelyezkedő település tizenkilenc kilométerre nyugatra található a megyeszékhelytől, Konstancától, a Duna–Fekete-tenger csatorna mentén.

## Története
Murfatlar néven 1855-ből származó dokumentumok említik a települést. 1924-ben kapta a Basarabi nevet, melyet 1965-ben ismét Murfatlar-ra változtattak egészen 1980-ig, amikor ismét a Basarabi nevet vette fel. 2007. június 26-án ismét visszavette a Murfatlar nevet.
A város határában feltárt Basarabi barlangegyüttesben található az ország legrégebbi temploma.
A város körül elterülő dombvidéket az 1900-as években telepítették be szőlővel, itt működik az ország egyik legnagyobb szőlő feldolgozó üzeme és érlelőpincéje, amelyik öt emeletes, ebből három emelet a föld felszíne alatt helyezkedik el.
A település határában található mészkődombok között terül el a Fîntînița-rét (Kutacska-rét), a 66 hektáros terület növényrezervátum, védett terület.

## Lakossága
| 1966  | 1977  | 1992   | 2002   |
| 5.401 | 8.283 | 10.742 | 10.857 |

A nemzetiségi megoszlás a következő:
| 2002      | 2002  | 2002   |
| --------- | ----- | ------ |
| Románok   | 9801  | 90,27% |
| Tatárok   | 705   | 6,49%  |
| Romák     | 272   | 2,50%  |
| Törökök   | 62    | 0,57%  |
| Lipovánok | 9     | 0,08%  |
| Magyarok  | 5     | 0,04%  |
| Bolgárok  | 2     | 0,01%  |
| Németek   | 1     | 0,01%  |
| Összesen  | 10857 | 100,0% |

## Látnivalók
- Basarabi barlangegyüttes

## Híres emberek
- Traian Băsescu (Basarabi, 1951. november 4. –): Bukarest volt polgármestere, majd 2004-2014 között Románia elnöke.

## Külső hivatkozások
- A város honlapja
- Dobrudzsa településeinek török nevei
- A 2002-es népszámlálási adatok